# هيرشل ك. ميتشيل
هيرشل ك. ميتشيل (بالإنجليزية: Herschel K. Mitchell)‏ هو كيميائي أمريكي، ولد في 27 نوفمبر 1913 في West Whittier-Los Nietos, California ‏ في الولايات المتحدة، وتوفي في 1 أبريل 2000 في باسادينا في الولايات المتحدة.